# Melanochelys trijuga
Melanochelys trijuga là một loài rùa trong họ Emydidae. Loài này được Schweigger mô tả khoa học đầu tiên năm 1812.

## Hình ảnh

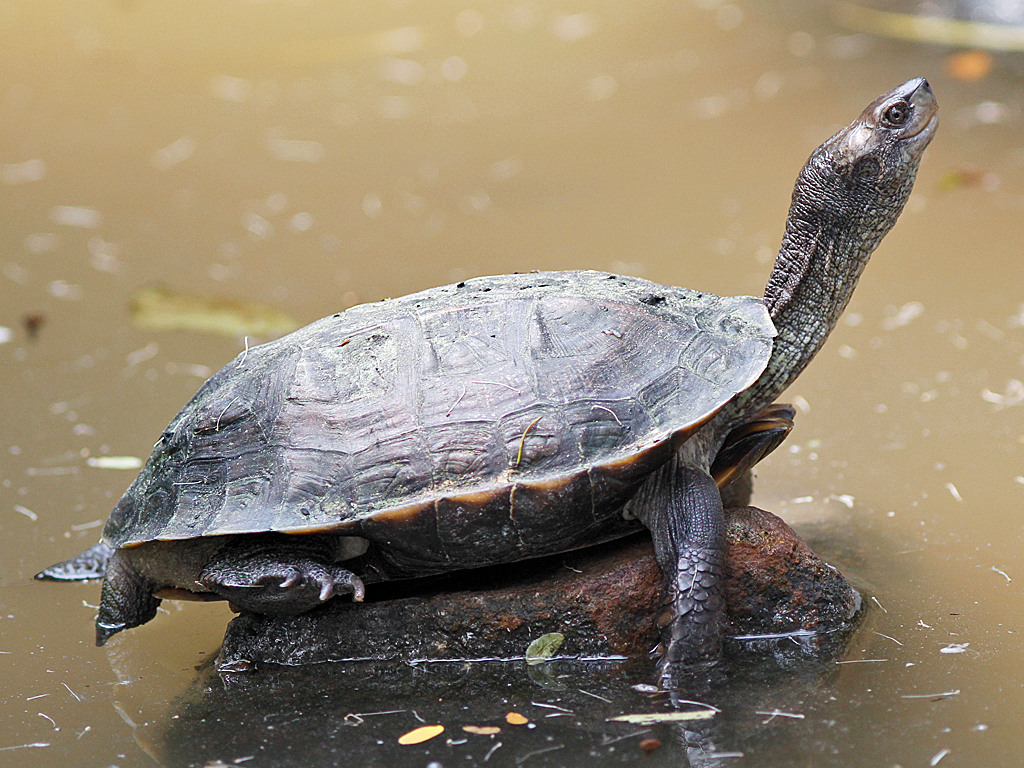
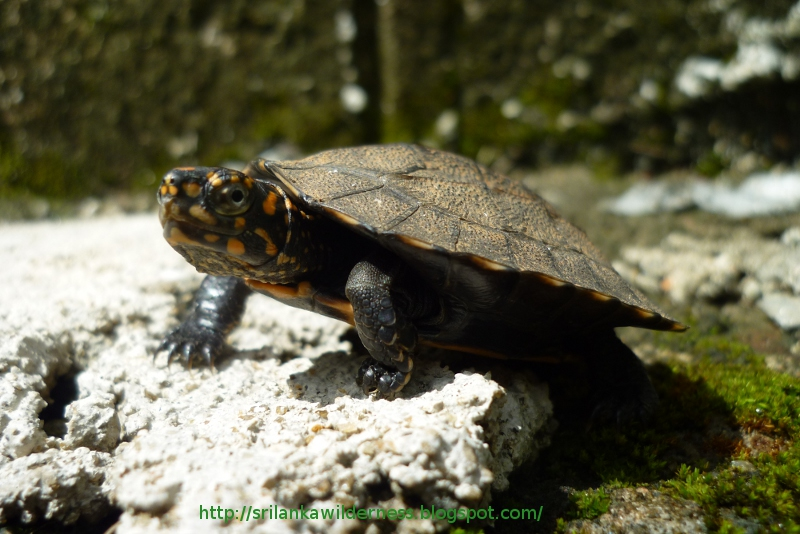
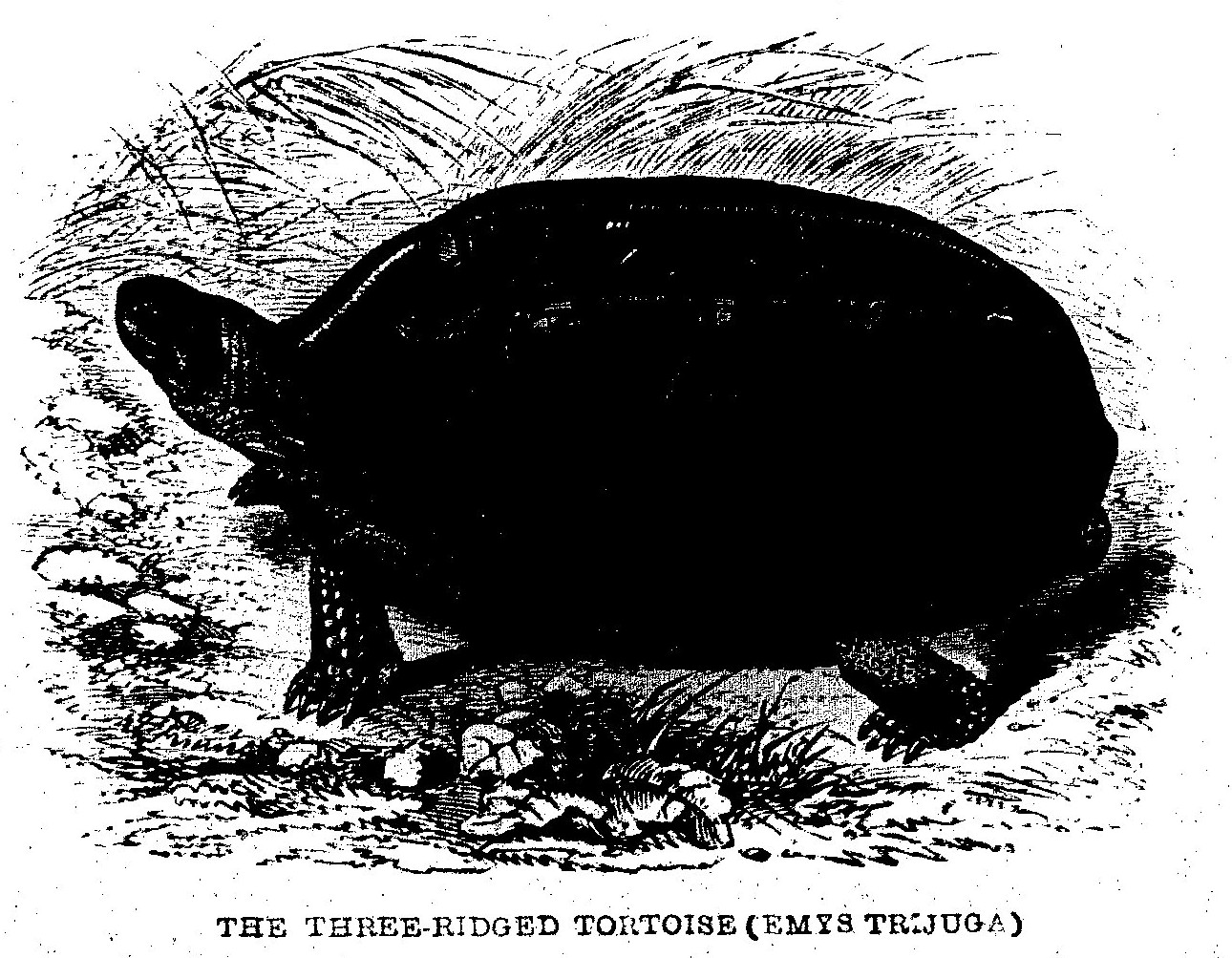